# Sergei Walerjewitsch Tschapnin
Sergei Walerjewitsch Tschapnin (russisch Сергей Валерьевич Чапнин, wiss. Transliteration Sergej Valer'evič Čapnin; geb. 1968 in Moskau) ist ein russischer Journalist, Verleger und eine prominente Persönlichkeit des russisch-orthodoxen Glaubens, die inzwischen auch aus den USA heraus wirkt.

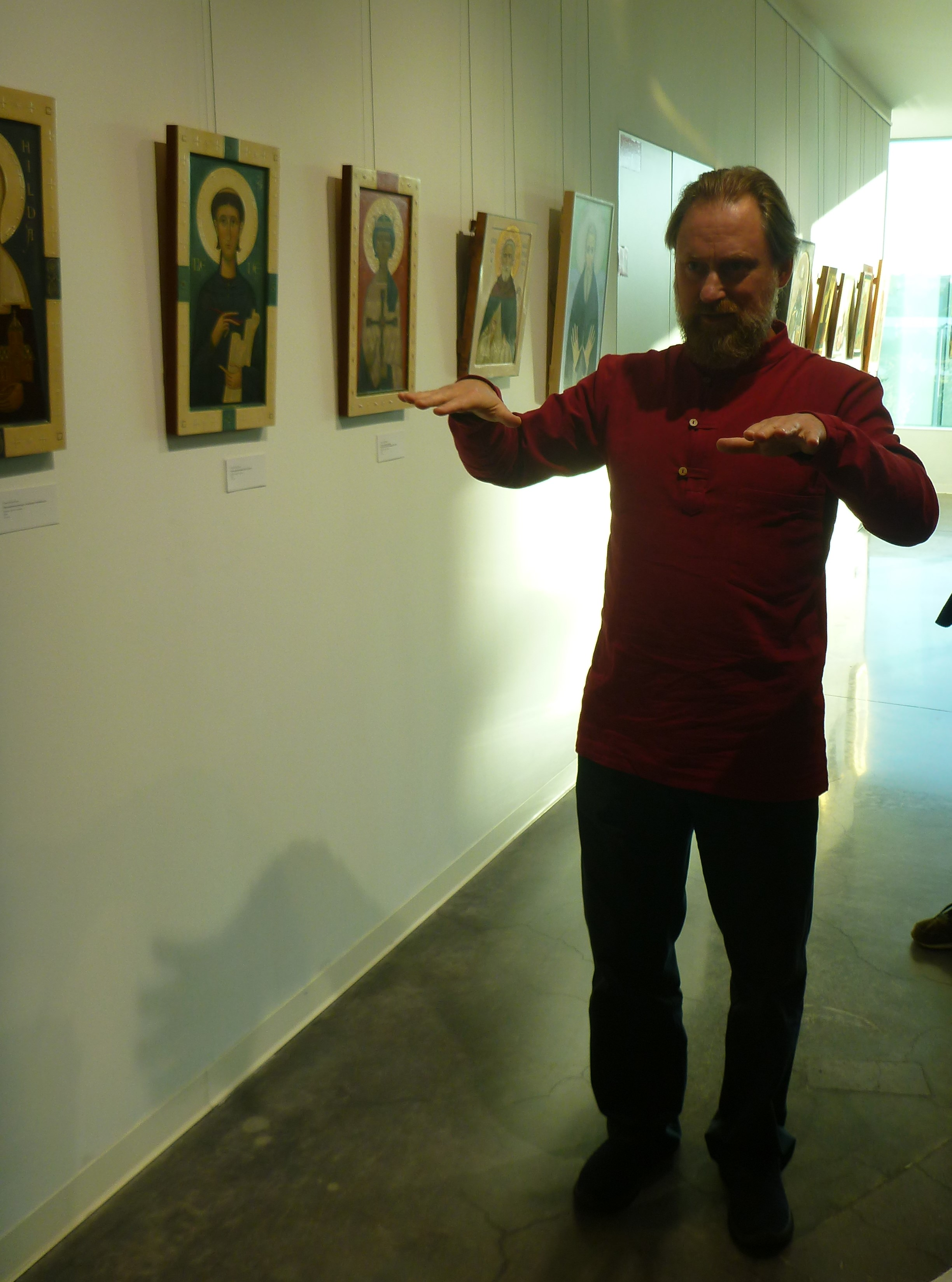
Sergei Tschapnin hält einen Vortrag anlässlich einer Ikonenausstellung im Jelzin-Zentrum am 6. August 2021

## Leben
Sergei Tschapnin wurde 1968 in Moskau geboren. Der Biographie der ROK-Webseite zufolge ist er Absolvent der Fakultät für Journalismus der Staatlichen Universität Moskau. In den Jahren 1991–1995 war er Vorsitzender der Orthodoxen Bruderschaft im Namen des Heiligen Tichon, Patriarch von ganz Russland, von 1995 bis 1997 Chefredakteur der Informations- und Forschungsgruppe St. Tichon und der Patriarch von Allrussland, von 1995 bis 1997 Chefredakteur der Informations- und Forschungsgruppe Metaphrasis, von 1998 bis 2001 Chefredakteur der Internet-Zeitschrift „Sobornost'“. Seit 2001 war er Mitarbeiter des Verlagsrates der Russisch-Orthodoxen Kirche. Im Jahr 2004 gründete er das Internationale Festival der orthodoxen Massenmedien „Glaube und Wort“ und fungierte als dessen Geschäftsführer. Seit 2005 ist er Leiter des Forschungszentrums „Die Kirche in der Informationsgesellschaft“. Von 2010 bis 2014 war er Sekretär der Kommission des Inter-Sobor der Russischen Orthodoxen Kirche für die Interaktion von Kirche, Staat und Gesellschaft. Im Zeitraum 2009–2015 war er leitender Redakteur des Journals des Moskauer Patriarchats (russisch Журнал Московской Патриархии) und stellvertretender Chefredakteur des Verlags des Moskauer Patriarchats. Er ist verheiratet und hat zwei Söhne.
Von der Fordham University aus, einer US-amerikanischen Hochschule der Jesuiten, unterzeichnete Tschapnin als einer der ersten den Aufruf zum Ausschluss der Russisch-Orthodoxen Kirche aus dem Ökumenischen Rat der Kirchen vom 23. Juli 2022.
Vom Orthodox Christian Studies Center der jesuitischen Fordham University aus war auch die Erklärung zur Lehre von der „Russischen Welt“ (Ruskij Mir) vom 13. März 2022 ausgegangen, die ebenfalls von ihm unterzeichnet wurde (siehe Unterschriftenliste), eine auf der Website Kalakazo als antirussisches politisches Pamphlet eingeordnete, in vielen Sprachen gleichzeitig publizierte Schrift, die dann als fast dogmatisches Oros eines ökumenischen Konzils beworben wurde.
Tschapnin, der verantwortliche Redaktor des Journals des Moskauer Patriarchats, war zusammen mit dem Erzpriester Wsewolod Tschaplin (dem Leiter der Synodalabteilung für die Beziehungen zwischen Kirche und Gesellschaft) im Dezember 2015 prominent aus der Administration der Russisch-Orthodoxen Kirche (ROK) entlassen worden.
Einer nach seiner Entlassung lautbar gewordenen Äußerung von Tschapnin zufolge „steckt das Journal zurzeit in einer konzeptionellen Krise, weil sich aus lauter Furcht, der „offiziellen Position der Kirche“ zu widersprechen, kaum noch Autoren fänden. […] Diskussionen und Meinungsartikel seien schon länger nicht mehr möglich, seit sich Metropolit Ilarion (Alfejew) vom Vorsitzenden des Redaktionsrats zu einem Zensor entwickelt habe.“
Jüngeren Angaben zufolge ist Tschapnin Mitglied der Forschungsgruppe Konflikte in der postsäkularen Gesellschaft am Institut für Soziologie der Universität Innsbruck (Österreich) und Chefredakteur des Almanachs der christlichen Gegenwartskultur Geschenke (Дары).

## Auszeichnungen
Kirchliche Auszeichnungen:
- 2004 Orden des Heiligen Sergius von Radonesch III
- 2006 Orden des Heiligen Innokenti von Moskau III
- 2006 Ehrenabzeichen „Guter Hirte“
- 2008 Orden des Heiligen Daniel von Moskau III
- 2011 Orden des Heiligen Sergius von Radonesch II

## Publikationen
Tschapnin ist Autor verschiedener Veröffentlichungen in christlichen und säkularen Medien zu aktuellen Fragen des kirchlichen Lebens, der Mission der Kirche in der modernen Welt und der „Theologie der Kommunikation“ (богословия коммуникации). Er ist Autor und Verfasser des Reiseführers Orthodoxes Moskau Православная Москва (Kirchen, Klöster, Kapellen, kirchlich-öffentliche und karitative Organisationen, Verlage und Massenmedien).
- Die Kirche des Imperiums, 2015, online unter: https://www.dekoder.org/de/article/die-kirche-des-imperiums
- Orthodox Church in The Post-Soviet Russia: revival, ‘quality’ of faith, dialog with the society. 2013 (russ.)
- Православная Москва. Храмы, монастыри, часовни, церковно-общественные и благотворительные организации, издательства и СМИ : Справочник (автор-составитель). / Orthodoxes Moskau. Kirchen, Klöster, Kapellen, kirchlich-öffentliche und karitative Organisationen, Verlage und Massenmedien : Handbuch (Autor-Compiler). Seit 1993 wurden 5 Ausgaben herausgegeben, die letzte im Jahr 2006.
- Церковь в постсоветской России. Возрождение, качество веры, диалог с обществом. — М.: Арефа, 2013. / Kirche im postsowjetischen Russland. Wiederbelebung, Qualität des Glaubens, Dialog mit der Gesellschaft. - Moskau: Arefa, 2013. - 80 S.
- Церковное возрождение. Итоги. — М.: Эксмо, 2018. / Erweckung der Kirche. Ergebnisse. - Moskau: Eksmo, 2018. - 180 S.